# Alpinia manii
Alpinia manii är en enhjärtbladig växtart som beskrevs av John Gilbert Baker. Alpinia manii ingår i släktet Alpinia och familjen Zingiberaceae. Inga underarter finns listade i Catalogue of Life.